# Huella y camino: Kraken, la historia
Huella y camino: Kraken, la historia es un telefilme documental colombiano de 2020 dirigido y escrito por Alexander Giraldo y producido por Ana Sofía Osorio. El largometraje, estrenado el 22 de marzo de 2020 por el canal regional Telepacífico, relata la historia de la agrupación colombiana de heavy metal Kraken y en especial de su cantante y líder Elkin Ramírez, fallecido el 29 de enero de 2017 a raíz de un tumor cerebral. Huella y camino participó en la sexagésima edición del Festival Internacional de Cine de Cartagena y obtuvo una nominación en la categoría de mejor documental en la trigesimosexta edición de los Premios India Catalina.

## Sinopsis
Kraken es una legendaria agrupación colombiana de heavy metal que logró trascender las fronteras a través de su música. Elkin Ramírez, su líder, cantante y principal compositor, falleció en 2017 por un tumor cerebral, dejando un importante legado musical. Este documental relata los momentos más destacados en la historia de la agrupación, iniciando en la década de 1980 y finalizando con la actualidad de una banda que todavía realiza giras y graba discos. Músicos que han pasado por la banda y otros artistas que han sido influenciados por el sonido de Kraken forman parte del elenco del documental.